# Stadtbibliothek Danzig (Gebäude)

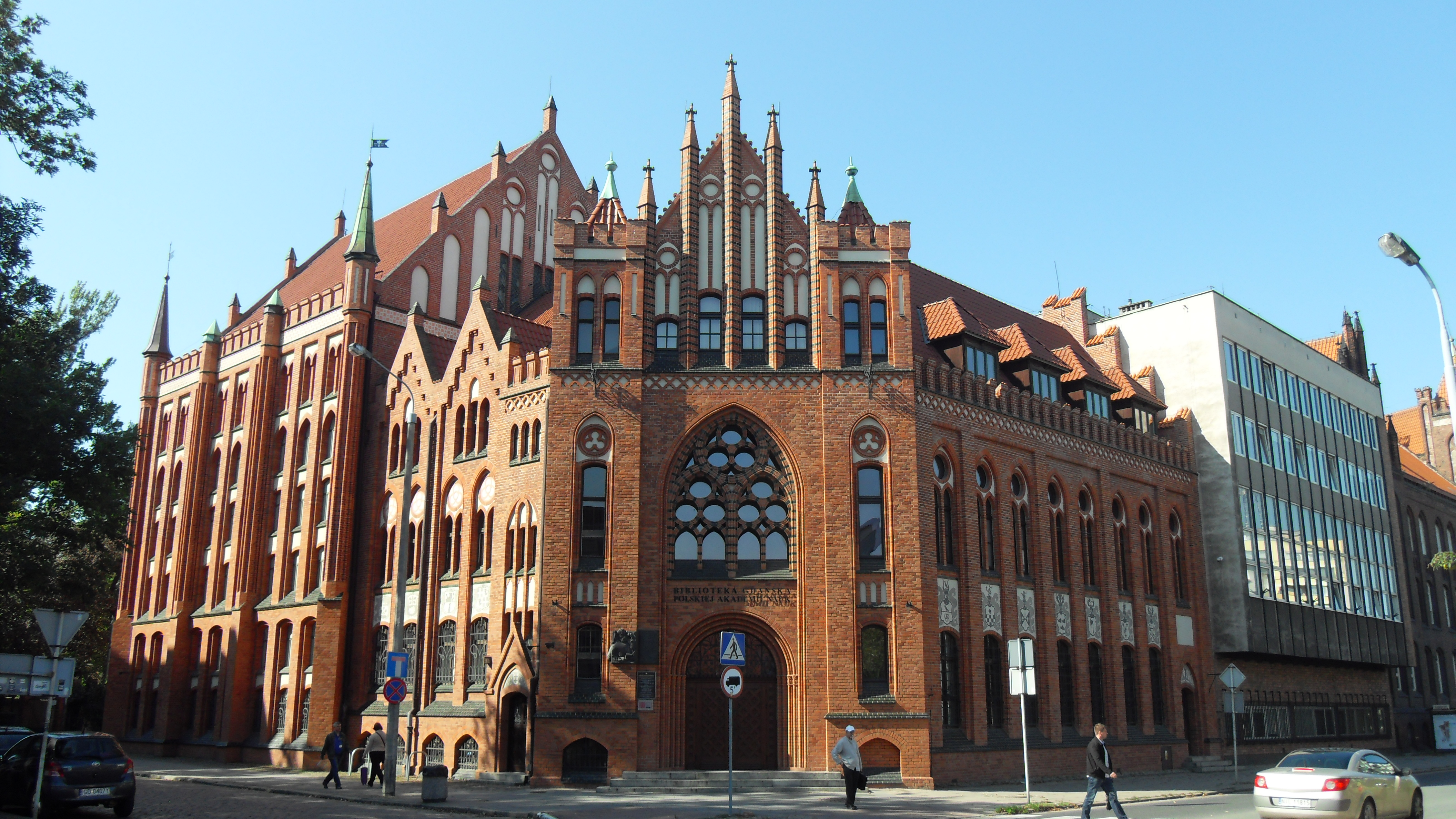
Bibliotheksgebäude und neuer Lesesaal (weißes Gebäude), 2012

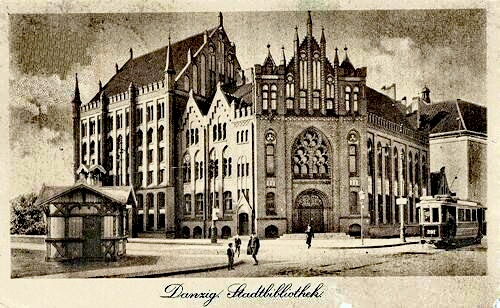
Postkartenansicht um 1905

Das Gebäude der Stadtbibliothek Danzig (polnisch Budynek Biblioteki Miejskiej, ob. PAN Biblioteka Gdańska) ist ein denkmalgeschützter Bibliotheksbau in Danzig in der Woiwodschaft Pommern in Polen. Es wurde von 1902 bis 1904 für die Danziger Stadtbibliothek im neugotischen Stil erbaut.

## Geschichte
Von 1817 bis 1904 war die Stadtbibliothek in der Jakobskirche untergebracht. Wegen Platzmangels und untragbarer Zustände durch feuchte Wände sowie fehlende Heizung entschieden im August 1900 die Stadtverordneten ein neues Gebäude zu errichten. Als Bauplatz stand ehemaliges Festungsgelände in der Nähe des neu erbauten Staatsarchivs für Westpreußen zur Verfügung. Stadtbauinspektor Kleefeld im Dezernat des Stadtbaurats Fehlhaber arbeitete die Pläne aus. Die Gesamtkosten waren auf 275.000 Mark veranschlagt. Die Bibliothek konnte 1904 eröffnet werden. Während des Zweiten Weltkriegs wurde das Bibliotheksgebäude 1945 leicht beschädigt.
Im April 1945 sicherte Marian Pelczar zunächst die Bibliotheksbestände. Als Direktor konnte er im Juni 1946 die „Stadtbibliothek“ (Biblioteka Miejska) wiedereröffnen. Die wissenschaftliche Abteilung verblieb in der ulica Wałowa 15. Die Abteilung Bildung war auf Stadtteilbibliotheken verteilt. Am 1. Januar 1955 wurde die Bildungsabteilung an die „Öffentliche Woiwodschafts- und Stadtbibliothek ‚Joseph Conrad‘“ (Wojewódzka i Miejska Biblioteka Publiczna im. Josepha Conrada-Korzeniowskiego w Gdańsku) übertragen. Die wissenschaftliche Abteilung in der Wałowa wurde in die neu gegründete „Danziger Bibliothek der Polnischen Akademie der Wissenschaften“ (seit 2011 Polska Akademia Nauk Biblioteka Gdańska, PAN BG) umgewandelt. Anstelle des Kesselhauses wurde im November 1979 ein moderner Anbau mit einem Lesesaal mit 70 Arbeitsplätzen eröffnet. Im November 2005 konnte die PAN BG ein zweites Gebäude in der ulica Wałowa 24 eröffnen.
Das Gebäude wurde am 16. Januar 1996 unter der Nummer A-1143 in die nationale Denkmalliste der Woiwodschaft eingetragen.

## Beschreibung
Die Bibliothek wurde als Zweckbau geplant. Der linke Flügel ist ein sechsstöckiger Magazinbau für 250.000 Bände – der Buchbestand lag 1899 bei 111.000 Bänden. Damals stand Gelände für eine Erweiterung auf 500.000 Bände zur Verfügung. Die Danziger Stadtbibliothek hatte erstmals einen Lesesaal, der 99 m² umfasste. Die Volksbibliothek mit 15.000 Bänden war getrennt untergebracht. Im Vorzimmer des Bibliotheksleiters gab es eine Handbibliothek für die „Bibliotheksbeamten“. In einem Raum wurde die Kupferstichsammlung verwahrt. Neben weiteren Räumen, unter anderem „für den Verkehr mit Buchhändlern und Buchbindern“ gab es eine Wohnung für den Hauswart.
Das benachbarte Kesselhaus am Schüsseldamm beheizte auch die daran anschließende Oberrealschule. Als Bauschmuck sind Wappen Danziger Patrizier angebracht, die sich um die Stadtbibliothek verdient machten: Rosenberg, Schwarzwald, Schlieff, Bodeck, von Engelke, Schachmann, Gralath, Ferber, Wahl, von Bömeln, von Schmieden, Weikhmann, Reyger, Uphagen und Zernecke.
Eine moderne Gedenktafel erinnert an Giovanni Bernardino Bonifacio, eine Tafel im Innern an den Bibliotheksdirektor der PAN Zbigniew Jan Nowak. An der Südseite steht eine Bank aus Bronze, auf der die Statue von Marian Pelczar ein Buch „anbietet“.

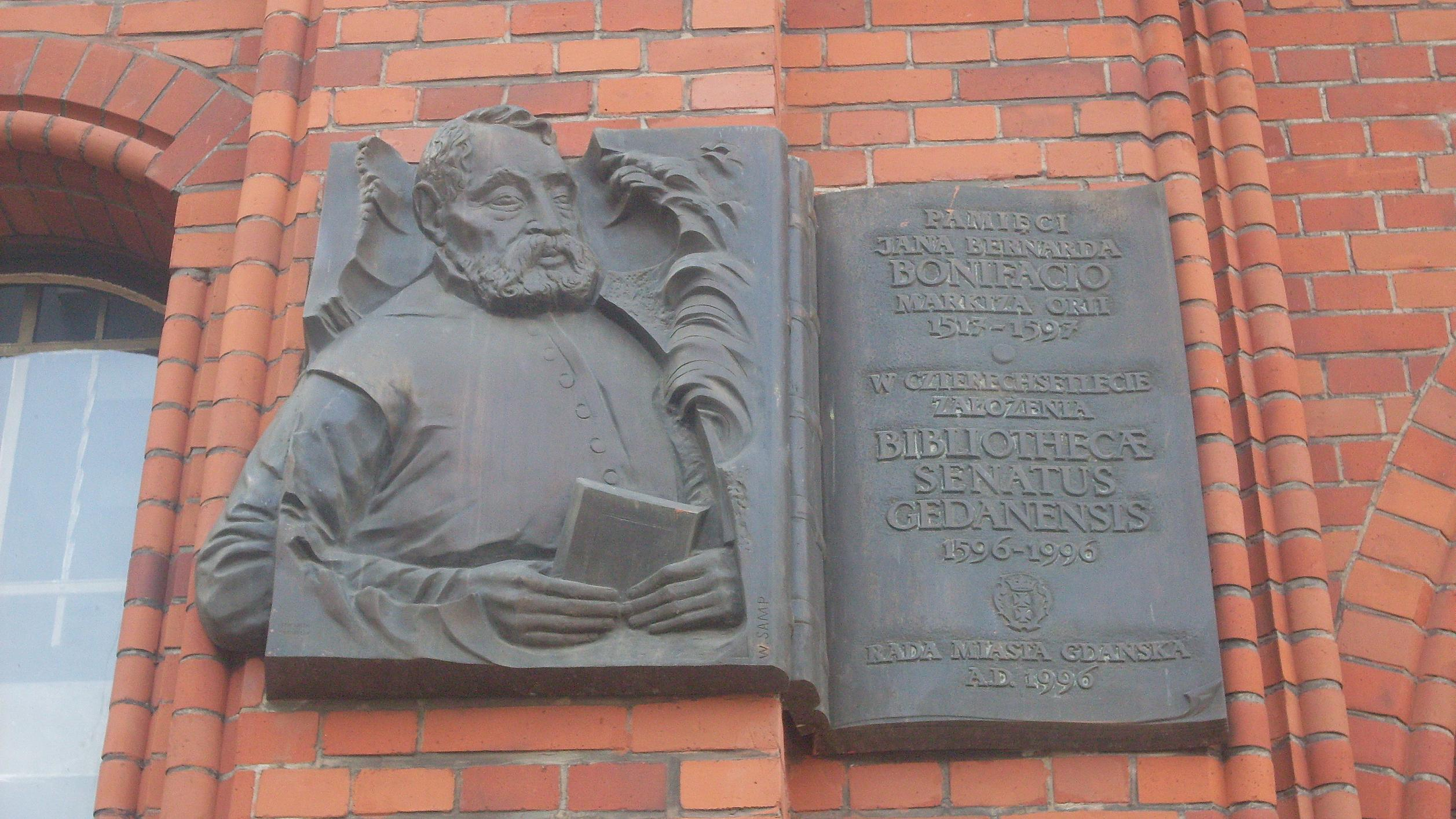
Bonifacio-Gedenktafel
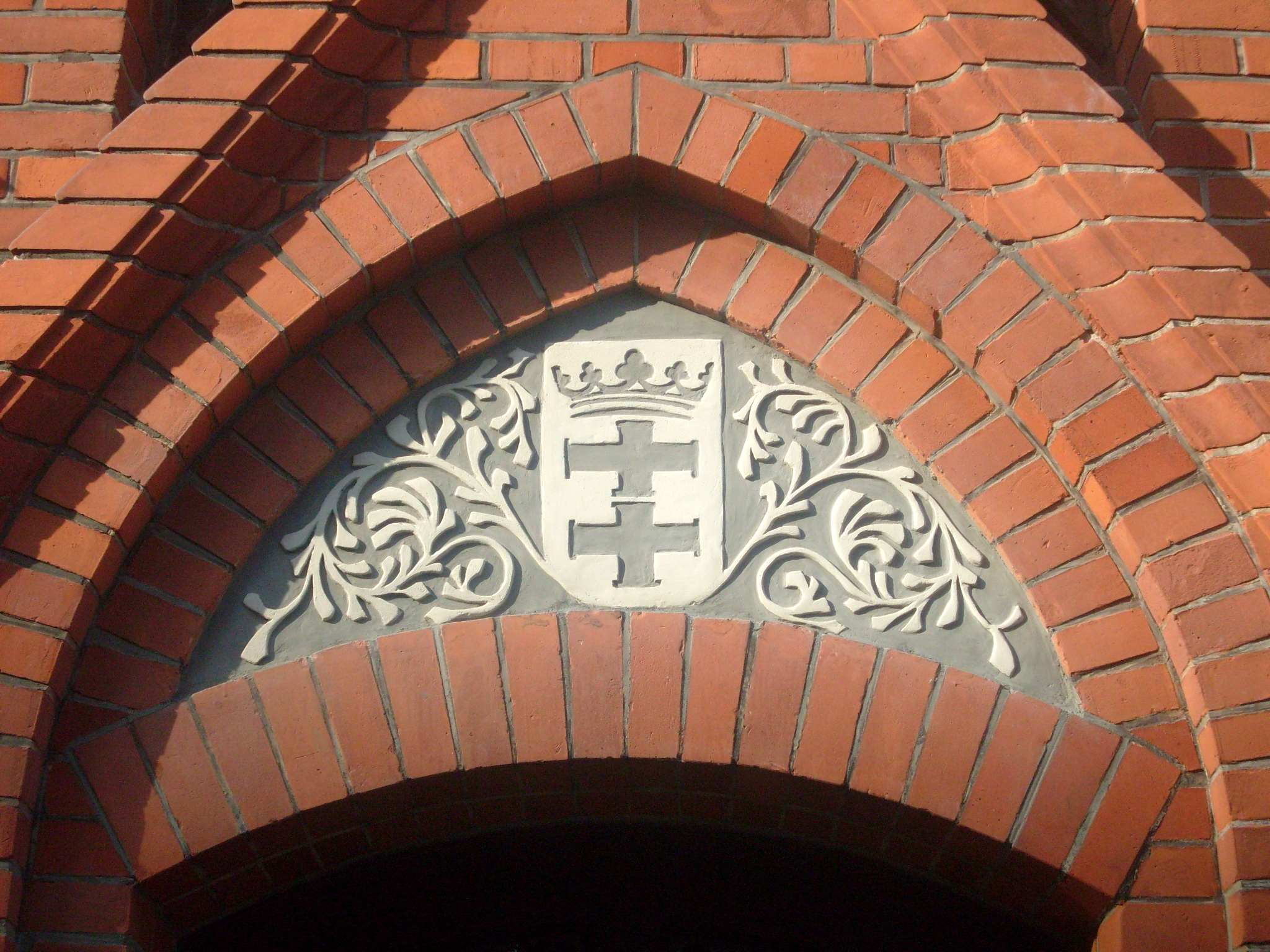
Stadtwappen am Seiteneingang
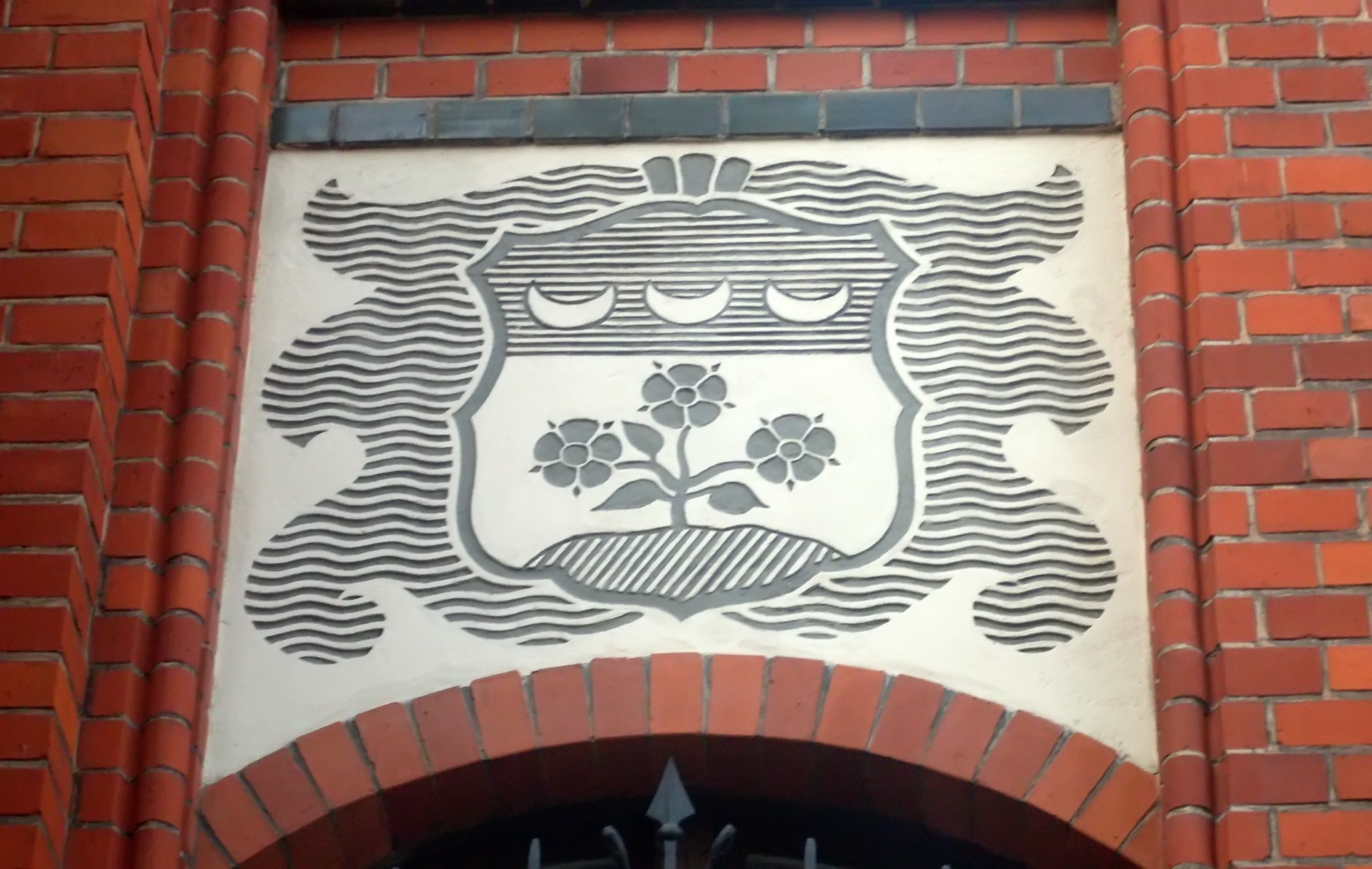
Patrizierwappen
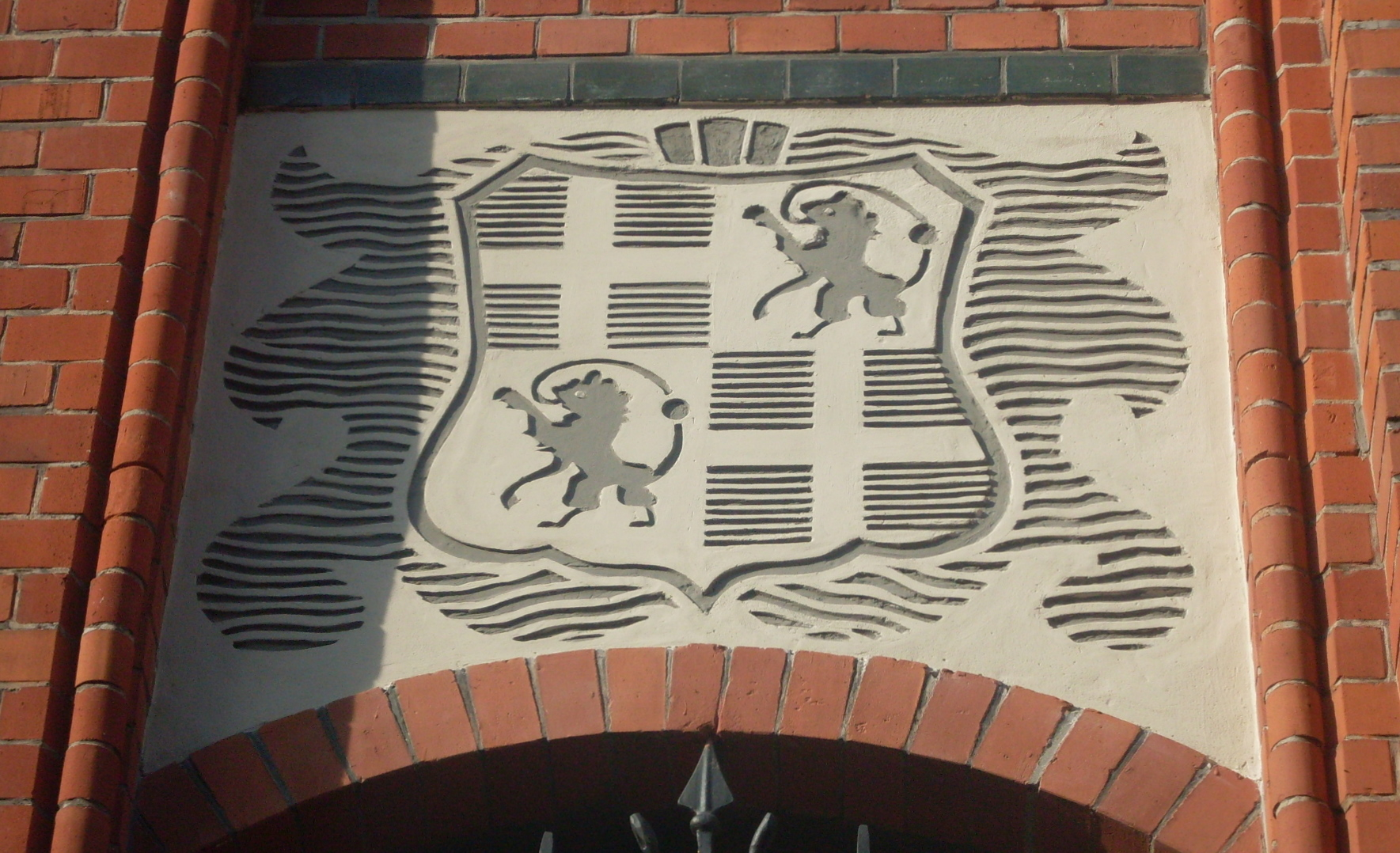
Patrizierwappen